# 50 Dywizja Piechoty (Imperium Rosyjskie)
50 Dywizja Piechoty (ros. 50-я пехотная дивизия) – dywizja piechoty Armii Imperium Rosyjskiego, w tym okresu działań zbrojnych I wojny światowej.

## Charakterystyka
W 1914 wchodziła w skład 18 Korpusu Armijnego. Sztab dywizji stacjonował w Petersburgu. W tym czasie dywizja etatowo posiadała cztery pułki po cztery bataliony oraz brygadę artylerii polowej z 6 bateriami po 8 dział. Doświadczenie zdobyte podczas walk na frontach I wojny światowej  skutkowało zmianami organizacyjnymi. Zimą z 1916 na 1917 rozpoczęto reorganizację dywizji piechoty. Zredukowano liczbę batalionów z 16 do 12 i zmniejszono liczbę dział polowych na mniej aktywnych odcinkach frontu.

## Struktura organizacyjna
Organizacja w 1914
- 1 Brygada Piechoty (Wyborg)
  - 197 Leśnieński pułk piechoty (Sveaborg)
  - 198 Aleksandro-Newski pułk piechoty (Wołogda)
- 2 Brygada Piechoty (Kronsztad)
  - 199 Kronsztadzki pułk piechoty (Kronsztad)
  - 200 Kronszłocki pułk piechoty (Kronsztad)
- 50 Brygada Artylerii (Ługa)